# Yarlung
Yarlung är en dal i Kina. Den ligger i den autonoma regionen Tibet, i den sydvästra delen av landet, omkring 77 kilometer sydost om regionhuvudstaden Lhasa.
Genomsnittlig årsnederbörd är 735 millimeter. Den regnigaste månaden är juli, med i genomsnitt 218 mm nederbörd, och den torraste är februari, med 2 mm nederbörd.